# Thames Valley Police

Area di responsabilità della Thames Valley Police

La Thames Valley Police (Polizia della Valle del Tamigi), precedentemente nota come Thames Valley Constabulary, è una delle più grandi forze di polizia territoriali inglesi e la più grande non collegata a un'area urbana. La forza serve un'area di 5700 km² con una popolazione di 2,1 milioni (2003) nelle contee di Berkshire, Buckinghamshire (compreso Milton Keynes) e Oxfordshire. A dicembre 2003, c'erano oltre 6.000 dipendenti, di cui 4.036 agenti di polizia. Il nome è preso dalla valle del Tamigi, la valle attraverso la quale scorre il Tamigi.
La forza è stata creata nel 1968 unendo la Buckinghamshire Constabulary, la Berkshire Constabulary, la Oxford City Police, la Oxfordshire Constabulary e la Reading Borough Police.
Ha sede in Oxford Road a Kidlington, Oxfordshire, dopo essersi trasferita da Sulhamstead House a Sulhamstead, Berkshire. La vecchia sede è ora l'accademia di polizia della regione e ospita anche il Thames Valley Police Museum.
Il motto è Sit pax in valle tamesis, dal latino per "Let there be peace in the Thames Valley" (Che ci sia pace nella valle del Tamigi).
La Thames Valley Police è la forza di polizia nei romanzi gialli di Colin Dexter che rappresentano l'Ispettore Morse.

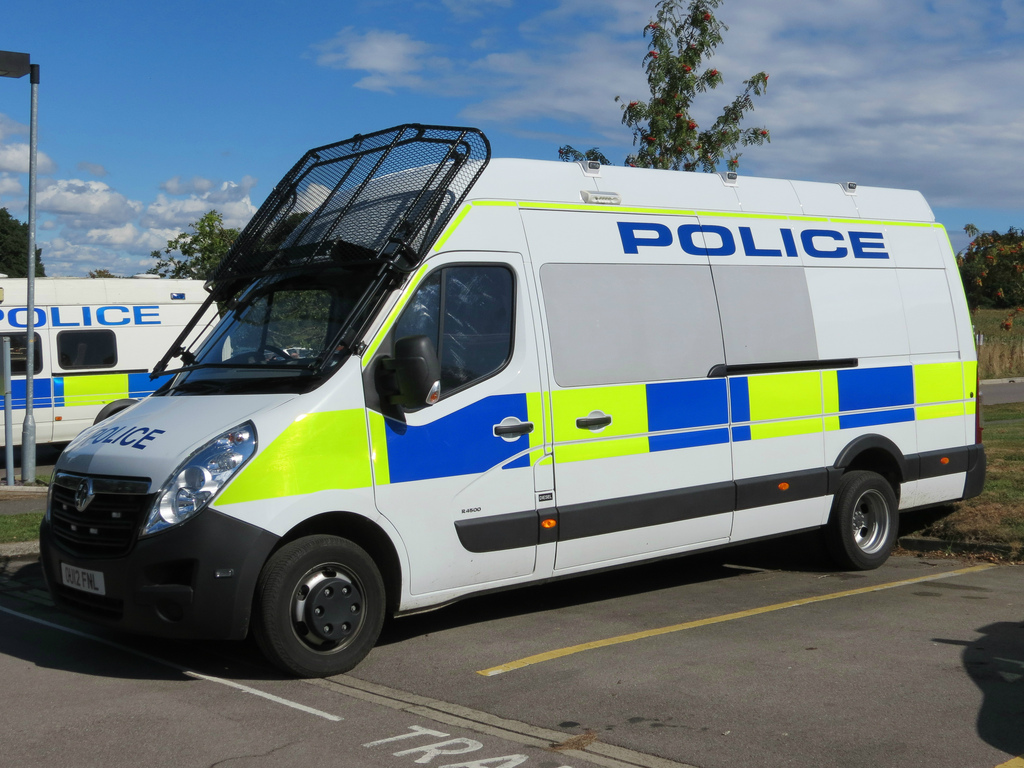
Auto della polizia Vauxhall Movano
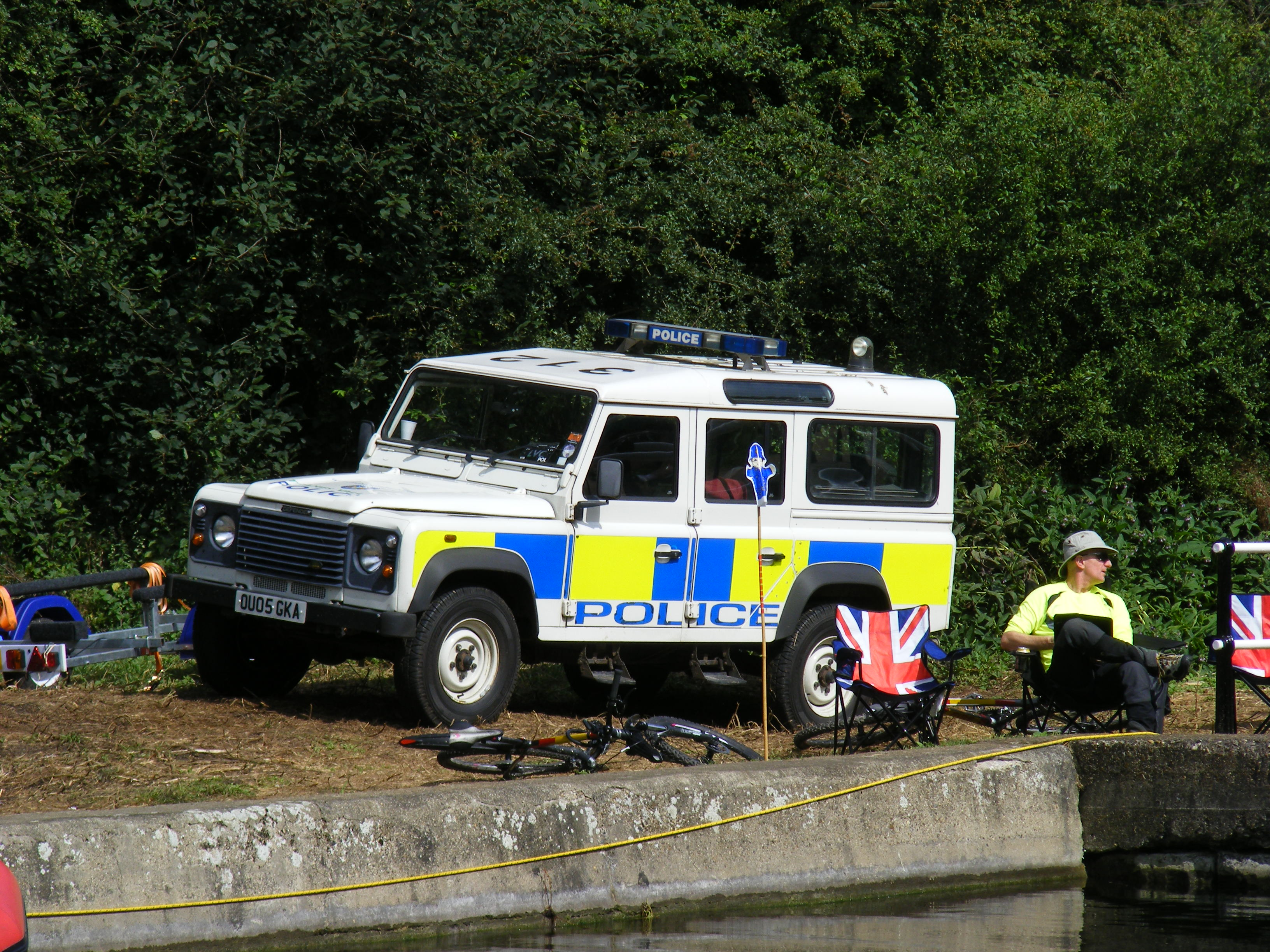
Auto della polizia Land Rover Defender
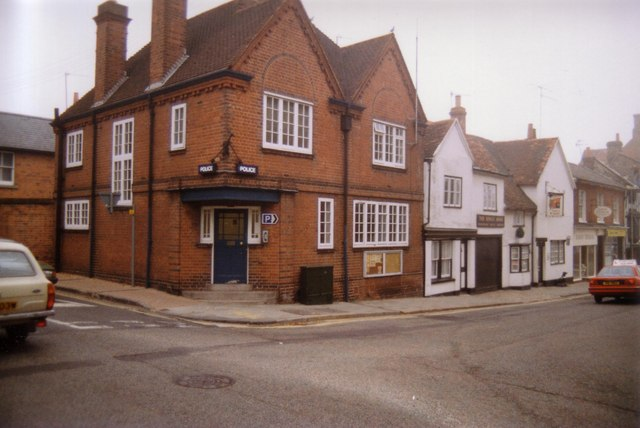
Stazione di polizia di Henley-on-Thames
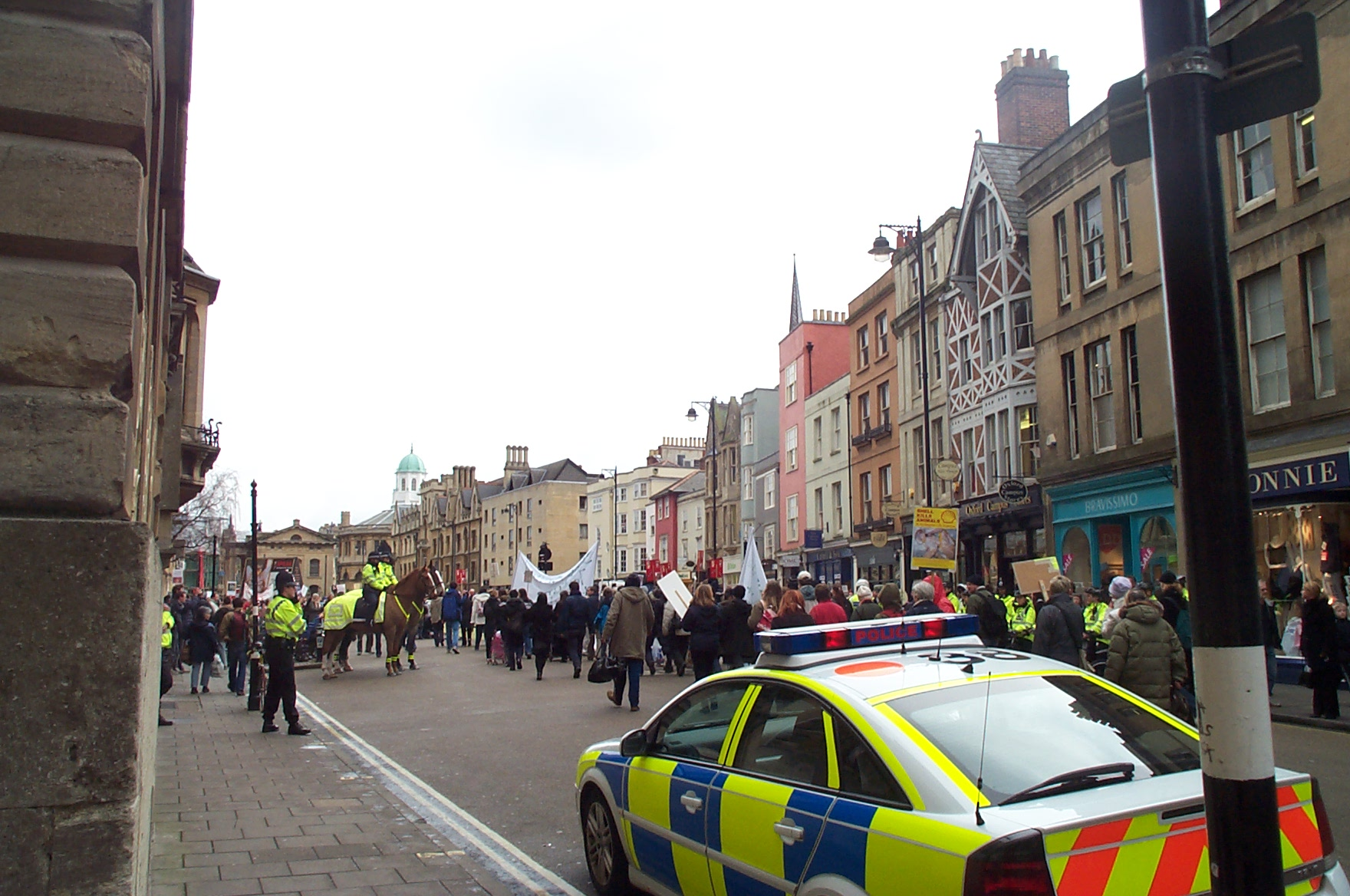
Gli ufficiali assicurano una manifestazione a Oxford

## Agenzie precedenti
- Buckinghamshire Constabulary
- Reading Borough Police
- Oxfordshire Constabulary
- Constabulary del Berkshire
- Oxford City Police